# فردیناندو ویتوفرانچسکو
فردیناندو ویتوفرانچسکو (انگلیسی: Ferdinando Vitofrancesco؛ زادهٔ ۴ اوت ۱۹۸۸) بازیکن فوتبال اهل ایتالیا است.
از باشگاه‌هایی که در آن بازی کرده‌است می‌توان به باشگاه فوتبال پروجا، باشگاه فوتبال آلساندریا، باشگاه فوتبال لچه، باشگاه فوتبال کرمونزه، باشگاه فوتبال چیتادلا، و باشگاه فوتبال آ.ث. میلان اشاره کرد.